# ハワイに恋して
ハワイに恋して（ハワイにこいして・CRAZY FOR HAWAII）は、ナビゲーターがロコ（ハワイ生まれ、ハワイ育ちの人）と一緒に参加、体験、ショッピング情報などを伝える旅番組。通称「ハワ恋（ハワこい）」。歴史、文化、各年齢別のハワイ、食、クイズ、日本のハワイなどハワイのありとあらゆるものを探り紹介する。
このページでは本番組の後に放送されていたミニ番組『にじいろ☆ハワイ』（にじいろハワイ）についても併せて述べる。

## 内容

### 番組の流れ
- ナビゲーターが3人でオアフ島の観光スポットを紹介したり、ツアーに参加する。
- スポット的にヒロせきねが、5分程度他の島の観光スポットを紹介する。
- 2021年より内野亮、サーシャ二人のナビゲーター体制となり、毎回オアフ島を中心に特集で紹介する。
- 2024年7月の放送時間縮小と同時に、特にお勧めしたいスポットのコーナー「ココモ！」がスタートした。

### 撮影・ロケーション
- ナビゲーターの撮影は主にオアフ島ワイキキ周辺がメインとなり、ヒロせきねは、ハワイ島をはじめとするハワイ諸島のコアスポットを紹介する。

### 放送局

#### 衛星放送
- 2010年より、CS 275チャンネル「EXエンタテイメント」（現：寄席チャンネル）にて放送開始。
- その後はBS12トゥエルビで放送され、最終回まで同局で放送された。
- 2017年3月でいったん終了、2021年4月より再開。しばらくして日曜21:00～21:55、日曜18:00～18:55と二回も移転。
- 2024年7月から放送時間が毎週日曜日の18:00～18:30となり、縮小された。

#### 地上波
- 広島テレビがテレビ派ランチの再放送がない日にフィラー的な扱いで短縮版を放送することがある。
- 岡山放送でも2022年2月現在日曜深夜に放送されている。

#### インターネット配信
- 2022年4月11日放送分から新作に限り、ヤフー運営の動画配信サービスであるGYAO!と在京民放キー局5社共同運営の動画配信サービスであるTVerでの見逃し配信を開始した[1]。なお、TVerでの配信に関しては日本テレビが運営している無料動画配信サービス「日テレ無料TADA!」に供給しており、TVerでは更にその供給を受ける形で配信されている[2]。

## 出演者

### シーズンゲスト
CS時代
- 加護亜依（番組中では「加護あい」と表記）- 女優・歌手・タレント

本編
- 森下千里 - 女優・タレント
- 真山景子 - ANE-CANモデル
- 桜田通 - 俳優
- 木下ココ - モデル
- 三船美佳 - 女優・タレント
- 武田航平 - 俳優
- 佐藤かよ - モデル・タレント
- 中尾明慶 - 俳優
- 松浦亜弥 - 歌手
- 柳沢慎吾 - 俳優・タレント
- 道端カレン - モデル
- 内山理名 - 女優
- 南明奈 - タレント
- はるな愛 - タレント
- 武田修宏 - サッカー解説者
- 松本伊代 - タレント
- 原田龍二 - 俳優
- おのののか - タレント

### ナビゲーター
現在
- 内野亮 - ハワイと日本と行き来するコーディネーター（番組中では「マコト」と表記）
- サーシャ
- 水映 - YouTubeチャンネルのみ登場する女性芸能人。

過去
- 益戸育江 - 女優・作詞家
- 松葉れいな - 株式会社キャントレードジャパンの代表取締役社長。モデル、タレント、女優
- アリッサ・ウーテン - プロサーファー
- 東貴博（Take2）
- ティナ
- マヤ

### ナレーター
- 松本愛理 - タレント・グラビアモデル
- 千石愛 - タレント
- 中村義昭 - ラジオパーソナリティ

### コメンテーター
- ヒロせきね - 写真家・アーチスト

### 番組スポンサー
- てるみくらぶ - 旅行会社
- ベルヴィー - コスメショップ
- パウスカートショップ - フラダンス用品とハワイ雑貨の販売店
- 88tees - ワイキキのTシャツ専門店
- ヒルトングランドバケーションクラブ - コンドミニアムのタイムシェア

### 過去
- 制作協力：J PROJECT
- 制作：テレバイダーエンターテインメント

## テーマ曲

### オープニング
- 『ねぇ』
  - 作詞・作曲・編曲：中田ヤスタカ
  - 唄：Perfume
  - 販売：徳間ジャパンコミュニケーションズ
- 『COCO Hawaii』
  - 作詞：大貫亜美
  - 作曲：オカモトコウキ
  - 唄：PUFFY

## にじいろ☆ハワイ
2021年10月11日から2023年7月31日まで毎週月曜日21:55 - 22:00に放送していたミニ番組。ジェーシービー（JCB）が一社提供している。『ハワイに恋して!』ナビゲーターの内野亮がゲストと共にハワイの最新情報を紹介する。
JCBが提供していることから、ハワイでのJCBカード保有者向けのサービスや特典などを紹介することもある。

## コラボ特番
純次&アリッサの東京・ハワイぷら恋旅
2013年12月29日には、ハワ恋とアジア各地の情報番組『高田純次のアジアぷらぷら』がコラボ、ハワ恋代表のアリッサとアジぷ代表の高田純次が東京とハワイを珍道中。